# Ortoestry

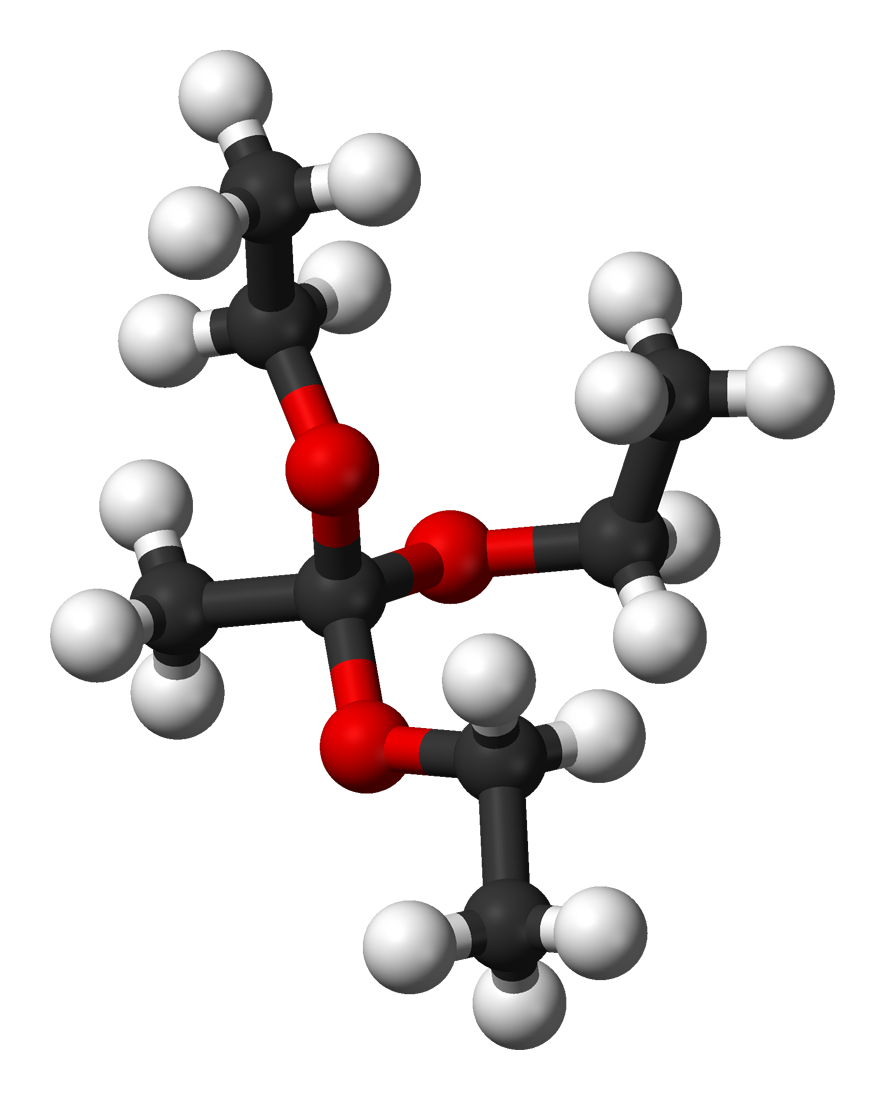
Model cząsteczki ortoestru kwasu karboksylowego (ortooctanu trietylowego)

Ortoestry – organiczne związki chemiczne z grupy estrów, w których wszystkie atomy tlenu wyjściowego kwasu, także te, które były połączone wiązaniem podwójnym z atomem centralnym (X=O), uległy estryfikacji. Termin ten stosowany jest zwykle do estrów kwasów karboksylowych, jednak w ujęciu ogólnym dotyczy także innych kwasów, np. kwasu fosforowego.

## Ortoestry kwasów karboksylowych
Ortoestry kwasów karboksylowych mogą być traktowane jako produkty wyczerpującej estryfikacji kwasów ortokarboksylowych (nietrwałych produktów przyłączenia cząsteczki wody do reszty karboksylowej; patrz też acetale). Charakteryzują się występowaniem trzech reszt alkoksylowych przyłączonych do jednego atomu węgla. Łatwo ulegają hydrolizie, zwłaszcza w środowisku kwasowym.

### Otrzymywanie
- Reakcja alkoholanów z chloroformem (który można tu uważać za chlorek kwasowy kwasu ortomrówkowego). Produktami są ortomrówczany alkilowe.
- Reakcja nitryli z alkoholami (reakcja Pinnera):

RCN + 3R’OH + HCl → RC(OR’)3 + NH4Cl

### Hydroliza
Podobnie jak acetale, ortoestry szybko hydrolizują w łagodnych warunkach kwasowych do estrów i alkoholi, są natomiast trwałe w środowisku zasadowym:
RC(OR’)3 + H2O → RCO2R’ + 2R’OH
Reakcja zaczyna się od protonowania i eliminacji jednej z grup alkoksylowych. Następnie następuje addycja cząsteczki wody i eliminacja drugiej grupy alkoksylowej:

### Zastosowanie
Tworzenie ortoestru jest wykorzystywane jako ochrona grup estrowych (→ grupy ochronne), kwasów karboksylowych i 1,2-dioli. Ponadto z ortoestrów można otrzymywać ketale oraz aldehydy.

### Literatura
- David A. Shirley "Chemia organiczna", str. 438-439, Wydawnictwa Naukowo-Techniczne, Warszawa 1968.